# Muhammad Abd al-Wahhab
Muhammad Abd al-Wahhab (arab. محمد عبد الوهاب; ur. 13 marca 1902 w Kairze, zm. 4 maja 1991 tamże) – egipski kompozytor, piosenkarz i aktor, autor muzyki hymnów Libii, Tunezji i Zjednoczonych Emiratów Arabskich.